# Emil Boc
Emil Boc (Mărgău, Romania 1966) és un polític romanès, que fou Primer Ministre d'aquest país des del 22 de desembre de 2008 i fins al 6 de febrer de 2012, i president del Partit Demòcrata-Liberal (PD-L) des del 2004.

## Naixement, estudis i matrimonis
Va néixer el 6 de setembre de 1966 a Mărgău a la Província de Cluj, al nord del país, aleshores la República Socialista de Romania. Fill de Ioan i Ana Boc, fou el més petit de cinc germans.
Cursà els estudis superiors a la Universitat Babeş-Bolyai de Cluj-Napoca: Història i Filosofia què es graduà el 1991 i en Dret (1995). Entre 1992 i 1999 participà en un seguit de beques i formació a l'estranger entre les quals visità els Estats Units, el Regne Unit i Bèlgica. L'any 2000 acabà el doctorat en Ciències polítiques, filosofia política i dret constitucional.
El 1996 ingressà al Col·legi d'Advocats de Cluj. Actualment és professor associat a la Facultat de Ciències Polítiques, de l'Administració i Comunicació i de la Facultat de Dret de la Universitat Babeş-Bolyai de Cluj-Napoca.
El Juliol de 1994 es casà amb Oana Boc amb qui té dues filles Cezara i Patrícia.

## Activitat política
Fou diputat a la Cambra dels Diputats (2000-2004), i fou membre de la Comissió d'Afers Jurídics d'aquesta cambra. També fou Cap del grup parlamentari del Partit Demòcrata en aquesta cambra (2003-2004). El 2003 fou nomenat Vicepresent de la comissió encarregada de renovar la Constitució.
Es presentà com a candidat a la Batllia de Cluj-Napoca el 2004 (que ocupava l'extremista Gheorghe Funar des del 1992), guanyà les eleccions obtenint 9 regidors i aconseguí la batllia gràcies amb el pacte amb els hongaresos de la UDMR. Fou nomenat Batlle el 2 de juny de 2004. Fou reelegit el 2008 amb el 76,2% dels vots.
El 21 de desembre de 2004 fou nomenat President del Partit Demòcrata (ara Partit Demòcrata-Liberal).

## Primer Ministre (2008-2012)
Amb la victòria del Partit Demòcrata-Liberal (PD-L) a les eleccions legislatives romaneses de 2008, el president Traian Băsescu nominà a Theodor Stolojan com a candidat principal a Primer Ministre el 10 de desembre de 2008, que al cap de cinc dies anuncià la seva retirada política. El mateix dia el president Băsescu el nomenà com a candidat a Primer Ministre. Boc arribà a un acord de govern amb l'aliança formada pel Partit Socialdemòcrata i el Partit Conservador (PC) tot i que un altre cop sense ministeris per al PC. Prengué possessió del càrrec el 22 de desembre de 2008. Tot i que l'acord de govern es trencà l'1 d'octubre de 2009, i perdé una moció de censura el 13 d'octubre del mateix any; Boc continuà dirigint el govern, sobretot gràcies al suport rebut per part del President Traian Băsescu, i perquè incorporà com a soci de govern a la Unió Democràtica dels Hongaresos de Romania.
Finalment, el 6 de febrer de 2012 hagué de dimitir del càrrec després de fortes protestes dels ciutadans contra les polítiques d'austeritat pressupostària per part del seu govern. Fou substituït de forma interina pel Ministre de Justícia Cătălin Predoiu, qui al cap de pocs dies deixà el càrrec de forma definitiva a Mihai Răzvan Ungureanu.